# چرخش ذهنی

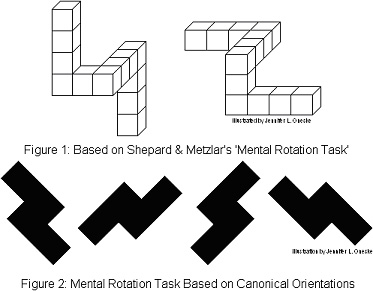
شکل ۱ - براساس «وظیفه دوران ذهنی» از شپارد و متزلر شکل ۲ - وظیفهٔ چرخش ذهنی بر پایه جهت‌گیری‌های کانونی

چرخش ذهنی (به انگلیسی: mental rotation)، عبارت از توانایی چرخاندن نمایش‌های ذهنی از اجسام دو بُعدی و سه بُعدی، چرا که با نمایش بصری چنین دورانی در ذهن انسان در رابطه است. رابطه‌ای میان نواحی مغز که با ادراک و چرخش ذهنی مرتبط هستند وجود دارد. همچنین ممکن است رابطه‌ای میان نرخ شناختی پردازش فضایی، هوش عمومی و چرخش ذهنی وجود داشته باشد.
چرخش ذهنی را می‌توان اینگونه توصیف کرد که ذهن اجسام را به حرکت درمی‌آورد تا به ما در تفهیم این که آنها چه چیزی هستند و در کجا قرار دارند کمک کند. چرخش ذهنی به این منظور مطالعه می‌گردد تا معلوم شود که ذهن چگونه اجسامی که در محیط پیرامونی وجود دارند را شناسایی می‌نماید. محققین این چنین چیزهایی را معمولاً انگیزه می‌نامند. چرخش ذهنی یک کارکرد شناختی بوده و فرد را قادر می‌سازد تا دریابد که شئ تغییر یافته چه چیزی است.
چرخش ذهنی دارای مراحل شناختی مجزایی به قرار ذیل است:
1. ساخت یک تصویر ذهنی از تمامی جهات یک شِئ (تصور این که به کدام سو مستقیماً ادامه یافته، در مقابل چرخش‌ها).
2. چرخاندن شئ در ذهن تا بتوان مقایسه‌ای صورت داد (تطابق محرک با یک شکل دیگر).
3. انجام مقایسه.
4. تصمیم‌گیری در مورد این که آیا اجسام یکسانند یا خیر.
5. گزارش دهی تصمیم (زمان واکنش هنگامی که سطح کشیده یا دکمه فشار داده شود ثبت می‌گردد).

## ارزیابی
در آزمایش چرخش ذهنی، مشارکت کننده اشیاء (یا حروف) سه بُعدی را که اغلب در چند محور چرخانده می‌شوند را باهم مقایسه می‌نماید و می‌گوید که آیا همان تصویر است یا این که تصویر آینه‌ای (دست‌سانی‌ها) از آن شیء. معمولاً آزمایش دارای جفت‌هایی از تصاویر است که هرکدام در درجات مشخص (مانند، °۰، °۶۰، °۱۲۰ یا °۱۸۰) چرخانده می‌شوند. جفت تصاویر بین دو دسته تقسیم‌بندی می‌شوند، دسته‌ای شامل خود تصاویر حقیقی و برخی دیگر که تصاویر آیینه‌ای از آنها هستند. محقق و مشارکت کننده را بر مبنای این که او تا چه اندازه قادر است به دقت و سرعت جفت‌های آیینهٔ و غیر آیینهٔ را از هم تفکیک نماید، داوری می‌کند.

## تحقیقات قابل ملاحظه

### شپارد و متزلر (۱۹۷۱)
«راجر شپارد» و «جکولین متزلر»‏ (۱۹۷۱ میلادی) از جمله اولین کسانی بودند که به تحقیق روی این پدیده پرداختند. تجارب آنها به ویژه چرخش ذهنی اجسام سه بُعدی را مورد آزمایش قرار داد. برای هر سوژه مورد آزمایش چندین جفت از اجسام سه بُعدی، نامتقارن یا مکعب فراهم می‌گردید. هدف آزمایش این بود تا دریابد که هر کدام از سوژه‌های آزمایش چقدر طول می‌کشد تا تشخیص دهد که جفت‌های اجسام در واقع همان جسم هستند یا دو جسم متفاوت. نتیجه این تحقیق نشان داد که زمان واکنش مشارکت‌کنندگان جهت تصمیم در مورد تطابق جفت اشیاء، تناسب خطی با زاویه دورران از موقعیت اولیه‌شان داشت. بدین معنی که هر چقدر اجسام در موقعیت اصلی بیشتر چرخانده می‌شدند، به همان اندازه اشتراک کننده گان دیرتر می‌توانند تشخیص دهند که هر دو تصویر از یک شی است یا این که تصاویر دست‌سان هستند.

### وندنبرگ و کاسی (۱۹۷۸)
«استیون جی. وندنبرگ» و «آلان آر. کاسی» در ۱۹۷۸ میلادی آزمایشی را برای ارزیابی توانایی‌های چرخش ذهنی ایجاد نمودند که مبتنی بر مطالعات اصلی شپارد و متزلر (۱۹۷۱) بود. آزمایش چرخش‌های ذهنی از طریق نقاشی‌هایی که در آن از مرکب هندی استفاده و صورت می‌گرفت. هر محرک یک تصویر دو بُعدی از اشیاء سه بُعدی بود که توسط کامپیوتر ترسیم می‌شد. این تصاویر بعداً در یک اوسیلوسکوپ نمایش داده می‌شد. سپس هر کدام از تصاویر در محور عمودی چرخانده شده و در جهت‌های مختلف نشان داده می‌شدند. این مطالعه که با پیروی از ایده‌های ابتدایی در تجربه شپارد و متزلر صورت می‌گرفت، به یک تفاوت قابل توجه در نمره‌های چرخش ذهنی میان مردان و زنان پی برد، به طوری که مردان عملکرد بهتری داشتند. همبستگی با سایر معیارها نشان دهنده ارتباط قوی با آزمایش‌های تجسم فضایی بود، اما هیچ ارتباطی با توانایی کلامی نشان داده نشد.

## فعالیت عصبی

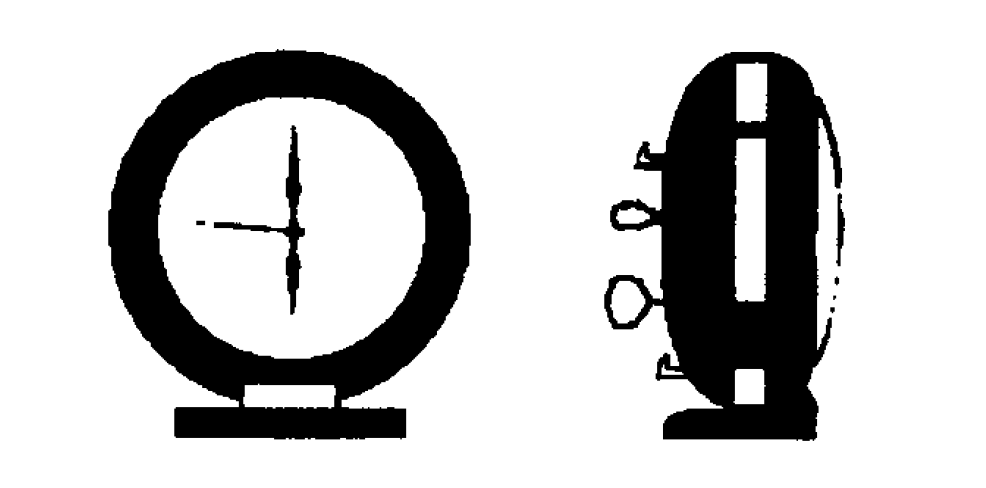
دوران عمقی نود درجه‌ای

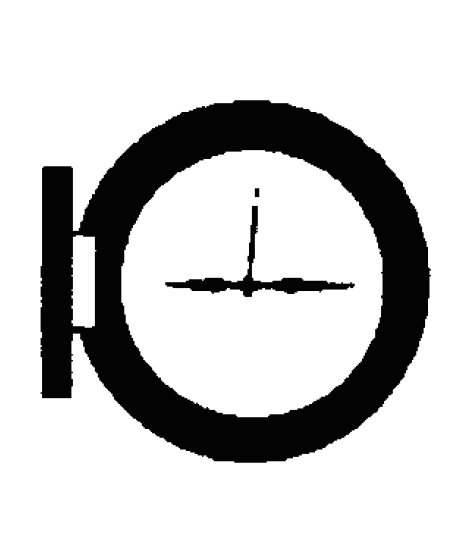
دوران نود درجه‌ای در صفحه تصویر

در ۱۹۹۹ میلادی مطالعه‌ای صورت گرفت تا دریافت شود که هنگام چرخش ذهنی کدام قسمت مغز فعال می‌شود. هفت داوطلب (چهار مذکر و سه مؤنث) بین سنین ۲۹ تا ۶۶ سال در این آزمایش شرکت نمودند. در این مطالعه هشت کارکتر، هر کدام ۴ بار (دو بار در حالت عادی و دو بار بشکل معکوس) به سوژه‌ها نشان داده شد. تا آنها تصمیم بگیرند که کدام یک در حالت عادی قرار دارد و کدام یک تصویر آیینهٔ است. اسکن PET که در جریان این آزمایش استفاده می‌شد، نشان داد که قسمت عقبی لوب آهیانه در مغز هنگام آزمایش فعال می‌گردد.
مطالعات تصویربرداری تشدید مغناطیسی کارکردی (fMRI) از فعال شدن مغز در جریان چرخش ذهنی همواره نشان دهنده فعالیت فزاینده لوب آهیانه‌ای، به ویژه شیار درون-آهیانه‌ای بود. که بسته به سختی وظیفه مورد نظر داشت. به‌طور کلی، به هر اندازه که زاویه چرخش بزرگتر باشد به همان اندازه فعالیت مغز هنگام آزمایش بیشتر می‌شود. البته این فعالیت فزاینده مغز معمولاً طویل تر شدن مدت زمان اتمام آزمایش و نرخ بالاتر اشتباه را به همراه دارد. محققین استدلال نموده‌اند که افزایش در فعالیت‌های مغزی، افزایش در مدت زمان اتمام فعالیت و افزایش در درصد اشتباه نشان می‌دهد که یک تناسب میان سخت بودن وظیفه و زاویه چرخش وجود دارد.

## رنگ
اشیای فیزیکی که مردم در زندگی روزمره آنها را در ذهن خود می‌چرخانند دارای ویژگی‌های مختلفی هستند. مانند بافت، شکل و رنگ. مطالعه‌ای در دانشگاه کالیفرنیا، سانتا باربارا صورت پذیرفت تا مشخصاً میزان معلومات بصری، مانند رنگ را که هنگام چرخش ذهنی بازنمایی می‌شود را آزمایش نماید. در این مطالعه از روش‌های مختلف مانند مطالعات مدت زمان پاسخ دهی (واکنش)، تحلیل و تجزیه پروتکل کلامی و پیگیری چشم استفاده گردید. در آزمایش اولیه، مدت زمان پاسخ‌دهی، آنهایی که توانایی چرخشی ضعیف داشتند از رنگ‌های تصویر متأثر گردیدند، اما آنهایی که توانایی چرخشی خوبی داشتند متأثر نشدند. به‌طور کلی، آنهایی که توانایی چرخشی ضعیفی داشتند در شناسایی تصاویری که رنگ‌های آنها همواره تغییر می‌نمود عملکرد سریع‌تر و صحیح تری داشتند. نتیجه تجزیه و تحلیل پروتکل کلامی هویدا ساخت که آزمایش شونده‌هایی که توانایی فضایی پایین‌تری داشتند نسبت به شرکت‌کنندگانی که دارای توانایی فضایی بالاتری بودند، در آزمایش‌های چرخش ذهنی خود، رنگ را بیشتر ذکر کردند. چیزی را که از طریق این آزمایش می‌توان ثابت نمود این است که آنهایی که دارای توانایی چرخشی بالاتری هستند کمتر قادر خواهند بود تا رنگ را در چرخش ذهنی خود بازنمایی نمایند. آنهایی که توانایی چرخش ضعیف دارند بیشتر قادر خواهند بود تا با به‌کارگیری استراتژی تدریجی، رنگ را در چرخش ذهنی خود بازنمایی نمایند.

## تأثیر روی توانایی ورزشی و هنری
تحقیقاتی پیرامون این که توانایی‌های ورزشی و هنری چه تأثیری روی چرخش ذهنی دارند نیز انجام شده‌است. پیتچ، اس. و جنسُن، پی. (۲۰۱۲)‏ نشان دادند که مدت زمان پاسخ دهی در افراد ورزشکار و اهل موسیقی نسبت به افراد عادی سریع‌تر بوده‌است. آنها افراد دارای سنین ۱۸ و بالاتر را در سه گروه تقسیم نموده و مورد آزمایش قرار دادند. گروه اول متشکل از شاگردان ریاضی، شاگردان ورزش و شاگردان تعلیم و تربیه بود. بعد از انجام آزمایش‌های چرخش ذهنی آشکار گردید که شاگردان که در رشته ورزشی بودند نسبت به شاگردان ریاضی و تعلیم و تربیه به مراتب عملکرد بهتری داشتند. در نتیجه این آزمایش نیز هویدا گردید که ورزشکاران مرد نسبت به ورزشکاران زن عملکرد سریع‌تری داشتند، اما هیچ تفاوت قابل ملاحظه‌ای در مدت زمان پاسخدهی مردان و زنان اهل موسیقی وجود نداشت.
ماریو، دی. کلرک و همکاران (۲۰۱۲)‏ نیز تحقیقاتی انجام دادند تا دریابند که آیا ورزشکاران نسبت به غیر ورزشکاران از نظر فضایی بیشتر آگاه اند یا خیر. در این آزمایش تعدادی از شاگردان دوره کارشناسی قبل از این که هرگونه آموزش ورزشی دریافت کنند انتخاب گردیدند، سپس بعد از دریافت آموزش ورزشی نیز مجدد مورد آزمایش قرار گرفتند. شرکت‌کنندگان در دو رشته ورزشی مختلف آموزش داده شدند تا دیده شود که آیا این امر تغییری در آگاهی فضایی آنها به بار می‌آورد یا خیر. در نتیجه این آزمایش آشکار گردید که شرکت‌کنندگان بعد از دریافت آموزش ورزشی نسبت به قبل از دریافت آموزش، عملکرد بهتری در آزمایش چرخش ذهنی داشتند. راه‌هایی برای رشد آگاهی فضایی وجود دارد. این آزمایش باعث شد تا تحقیقاتی روی این مشاهده صورت گیرد که اگر افراد بتوانند راه‌هایی برای رشد مهارت‌های چرخش ذهنی خود دریابند، می‌توانند در شرایط بسیار پیچیده به آسانی عملکرد بهتری داشته باشند.
در یک مطالعه روی تأثیرات چرخش ذهنی بر ثبات حالت بدنی تحقیق صورت گرفت. شرکت‌کنندگان یک فعالیت چرخش ذهنی را انجام دادند که در آن از یک محرک پا، محرک دست و محرک غیر بدنی (یک موتر) استفاده گردید و شرکت‌کنندگان باید توازن خود را روی یک پا حفظ می‌نمودند. نتایج این تحقیق نشان داد که فعالیت‌های چرخش ذهنی که در آن از محرک پا استفاده گردید، نسبت به محرک‌های دست و ماشین، در بهبود موازنه حتی بعد از ۶۰ دقیقه مؤثر تر بودند.
محققین تفاوت در توانایی چرخش ذهنی را میان بازیکنان رشته‌های ژیمناستیک، هندبال و فوتبال هم به صورت گروهی و هم در رشته‌های تخصصی شان بررسی نمودند. نتایج تحقیقات نشان داد که ورزشکاران در فعالیت‌های چرخش ذهنی که ارتباط نزدیک‌تری با ورزش تخصصی آنها داشت عملکرد بهتری داشتند.
یک همبستگی میان چرخش ذهنی و توانایی حرکت در اطفال وجود دارد و این ارتباط به ویژه در میان پسرهای ۷ تا ۸ ساله به مراتب قوی‌تر است. اطفال به داشتن یک رابطه بسیار نزدیک میان پروسه‌های حرکتی و شناختی مشهور هستند. این مطالعه نشان داد که این هم‌پوشی ناشی از توانایی حرکتی است.
یک آزمایش چرخش ذهنی روی ورزشکاران رشته‌های ژیمناستیک، دوی صحرایی، دوندگان و افراد غیر ورزشکار صورت گرفت. نتایج این آزمایش نشان داد که افراد غیر ورزشکار نسبت به ورزشکاران ژیمناستیک و دوی صحرایی عملکردی به مراتب پایین‌تر داشتند اما نه دوندگان. ژیمناستیک کاران (ورزشکاران خودمحور) از دوندگان صحرایی (ورزشکاران همه‌محور) بهتر عمل نکردند.

## جنسیت
برخی مطالعات نشان داده‌است که میان عملکرد مردان و زنان در فعالیت‌های چرخش ذهنی تفاوت وجود دارد. جهت تشریح نمودن این تفاوت فعال شدن مغز در جریان فعالیت‌های چرخش ذهن مورد مطالعه قرار گرفت. یک مطالعه در سال ۲۰۱۲ میلادی، روی افرادی که از علوم طبیعی یا علوم انسانی فارغ شده بودند انجام شد. مردان و زنان درخواست گردید تا یک فعالیت چرخش ذهنی را انجام دهند و فعالیت مغز آنها توسط fMRI ثبت شد. محققین به یک تفاوت در فعالیت مغز پی‌بردند: ناحیه‌ای از مغز مردان که برای اتمام فعالیت چرخش ذهنی استفاده می‌شد دارای فعالیت قوی‌تری بود.
یک مطالعه از ۲۰۰۸ میلادی پیشنهاد نمود که این تفاوت‌ها در دوران تکوین اولیه کودک نیز وجود دارد. آزمایش روی نوزادان ۳ تا ۴ ماهه با استفاده از فعالیت‌های چرخش ذهنی ۲ بُعدی صورت گرفت. آنها از یک وسیله ترجیحی استفاده نمودند که نشان می‌داد نوزاد در چه مدت زمانی به محرک‌ها نگاه می‌کند. آنها با آشناسازی شرکت‌کنندگان با عدد "۱" و چرخش‌هایش شروع کردند. سپس یک تصویر چرخانده شده از "۱" و تصویر آیینه‌ای آنرا بهشان نشان دادند. این تحقیق نشان داد که نوزادان پسر به تصویر آیینه‌ای بیشتر علاقه داشتند. نوزادان دختر به تصویر چرخانده شده "۱" و تصویر آیینه‌ای آن علاقه یک‌سانی داشتند. از این تحقیق می‌توان نتیجه گرفت که مردان و زنان، حداقل در دوران نوزادی چرخش‌های ذهنی را بگونه متفاوت پردازش می‌نمایند.
یک مطالعه دیگر در ۲۰۱۵ میلادی روی زنان و توانایی آنها در انجام فعالیت چرخش ذهنی و فعالیت تشخیص احساسات تمرکز نمود. در این آزمایش آنها یک احساس یا وضعیتی را ایجاد می‌کردند که به موجب آن زنان خود را بیشتر یا کمتر قدرت‌مند حس می‌کردند. آنها به این نتیجه دست یافتند که زنانی که در وضعیت قدرت‌مند قرار دارند نسبت به سایر زنان در فعالیت چرخش ذهنی عملکرد بهتر می‌داشته باشند (اما عملکرد آنها در فعالیت تشخیص احساسات بهتر نبود).
مطالعه تفاوت میان مغز زنان و مردان می‌تواند کاربردهای جالبی داشته باشد؛ مثلاً می‌تواند در فهمیدن اختلالات طیف اوتیسم کمک نماید. یکی از نظریاتی که به مطالعه اوتیسم می‌پردازد، نظریه «مغز افراطی مردانه»‏ (EMB) است. این نظریه می‌گوید اوتیست‌ها دارای «مغز افراطی مردانه» هستند. محققین بعد از یک مطالعه در ۲۰۱۵ میلادی تأیید نمودند که تفاوت‌هایی میان مردان و زنان در فعالیت‌های چرخش ذهنی وجود دارد (مطالعه افراد عاری از اوتیسم): مردها موفق‌تر هستند. سپس آنها این حقیقت را برجسته نمودند که اوتیست‌ها در فعالیت چرخش ذهنی این «عملکرد مردانه» را ندارند. نتیجه‌گیری آنها از تحقیق این بود که «افراد اوتیست دارای یک نسخه شدید از پروفایل شناختی مردانه، آنگونه که در تئوری EMB پیشنهاد شده بود، نیستند».
برخی از مطالعات اخیر پیشنهاد می‌نماید که تفاوت میان عملکرد مردان و زنان در فعالیت چرخش شناختی ناشی از فرایند و میزان مصنوعی بودن انگیزه/محرک است. یک مطالعه در ۲۰۱۷ میلادی از عکاس‌ها و مدل‌های سه بُعدی استفاده نموده و رویکردها و انگیزه‌های مختلف را مورد بررسی قرار داند. نتایج این مطالعه نشان می‌دهد که در صورت تغییر دادن محرک هرگونه مزیت مردان، آنگونه که در آزمای/ش وندنبرگ و کاسی بیان گردید (۱۹۷۸) از بین می‌رود.

## مسیرهای تحقیقات کنونی
ممکن است رابطه‌ای میان تحرک بدن و سرعت انجام فعالیت چرخش ذهنی توسط افراد وجود داشته باشد. محققین دریافته اند که اطفال در فعالیت‌های چرخش ذهنی آموزش دریافت نموده‌اند، بعد از تمرین‌ها توانسته‌اند مهارت‌های استراتژی خود را بهبود بخشند. مطالعات بعدی علاوه بر تلاش برای تشخیص تأثیرات بالای سایر فعالیت‌ها و مغز، تفاوت در مغز را نیز مقایسه خواهد کرد. مردم ممکن است از استراتژی‌های مختلف برای انجام دادن فعالیت‌ها استفاده نمایند؛ روانشناسان آن عده از شرکت‌کنندگان را مورد مطالعه قرار می‌دهند که از مهارت‌های شناختی مشخص استفاده می‌نمایند تا صحت پاسخ‌ها و مدت زمان پاسخ‌گویی آنها را مقایسه نمایند. دیگران همواره به بررسی تفاوت در توانایی چرخش ذهنی برمبنای چرخاندن اشیاء ادامه می‌دهند. توانایی تشخیص اشیاء توسط شرکت‌کنندگان می‌تواند به توانایی چرخش ذهنی مردان و زنان در سنین مختلف کمک نماید یا مانع آن شود، که این امر می‌تواند ادعای قبلی در مورد این که مردان مدت زمان پاسخ‌گویی بهتری دارند را تأیید نماید. روانشناسان پیوسته به آزمایش نمودن اشتراکات میان چرخش ذهنی و چرخش فیزیکی ادامه می‌دهند تا تفاوت در مدت زمان پاسخ‌گویی و ارتباط آن با شرایط محیطی را مورد بررسی قرار دهند.

## ارجاعات
1. 1 2  Shepard, R. N.; Metzler, J. (19 February 1971). "Mental Rotation of Three-Dimensional Objects". Science. 171 (3972): 701–703. Bibcode:1971Sci...171..701S. CiteSeerX 10.1.1.610.4345. doi:10.1126/science.171.3972.701. PMID 5540314. S2CID 16357397.
2. 1 2  Johnson, A. Michael (December 1990). "Speed of Mental Rotation as a Function of Problem-Solving Strategies". Perceptual and Motor Skills. 71 (3): 803–806. doi:10.2466/pms.1990.71.3.803. PMID 2293182. S2CID 34521929.
3. ↑  Jones, Bill; Anuza, Teresa (December 1982). "Effects of Sex, Handedness, Stimulus and Visual Field on 'Mental Rotation'". Cortex. 18 (4): 501–514. doi:10.1016/s0010-9452(82)80049-x. PMID 7166038. S2CID 4479407.
4. ↑  Hertzog, Christopher; Rypma, Bart (February 1991). "Age differences in components of mental-rotation task performance". Bulletin of the Psychonomic Society. 29 (2): 209–212. doi:10.3758/BF03335237.
5. ↑  Caissie, A. F.; Vigneau, F.; Bors, D. A. (2009). "What does the Mental Rotation Test Measure? An Analysis of Item Difficulty and Item Characteristics" (PDF). The Open Psychology Journal. 2 (1): 94–102. doi:10.2174/1874350100902010094. Archived from the original (PDF) on 17 April 2021. Retrieved 4 November 2021.
6. ↑  Shepard, R. N. , & Metzler, J. , "Mental rotation: Effects of Dimensionality of Objects and Type of Task", Journal of Experimental Psychology: Human Perception and Performance, Vol 14, Feb 1988, pp. 3-11.
7. ↑  Shepard, R. N.; Metzler, J. (1971). "Mental Rotation of Three-Dimensional Objects" (PDF). Science. 171 (3972): 701–703. Bibcode:1971Sci...171..701S. CiteSeerX 10.1.1.610.4345. doi:10.1126/science.171.3972.701. JSTOR 1731476. PMID 5540314. S2CID 16357397.
8. ↑  Vandenberg, Steven (1978). "Mental Rotations, a Group Test of Three-Dimensional Spatial Visualization". Perceptual and Motor Skills. 47 (2): 599–604. doi:10.2466/pms.1978.47.2.599. PMID 724398. S2CID 32296116.
9. ↑  Peters, Michael (2005-03-01). "Sex differences and the factor of time in solving Vandenberg and Kuse mental rotation problems". Brain and Cognition. 57 (2): 176–184. doi:10.1016/j.bandc.2004.08.052. PMID 15708213. S2CID 24172762.
10. ↑  Harris, Irina M.; Egan, Gary F.; Sonkkila, Cynon; Tochon-Danguy, Henri J.; Paxinos, George; Watson, John D. G. (January 2000). "Selective right parietal lobe activation during mental rotation". Brain. 123 (1): 65–73. doi:10.1093/brain/123.1.65. PMID 10611121.
11. ↑  Prather, S.C; Sathian, K. (2002). "Mental rotation of tactile stimuli". Cognitive Brain Research. 14 (1): 91–98. doi:10.1016/S0926-6410(02)00063-0. PMID 12063132.
12. ↑  Gogos, Andrea; Gavrilescu, Maria; Davison, Sonia; Searle, Karissa; Adams, Jenny; Rossell, Susan L.; Bell, Robin; Davis, Susan R.; Egan, Gary F. (2010-01-01). "Greater superior than inferior parietal lobule activation with increasing rotation angle during mental rotation: An fMRI study". Neuropsychologia. 48 (2): 529–535. doi:10.1016/j.neuropsychologia.2009.10.013. PMID 19850055. S2CID 207235806.
13. ↑  Khooshabeh & Hegarty, 2008
14. ↑  Kawasaki, Tsubasa; Higuchi, Takahiro (3 July 2016). "Improvement of Postural Stability During Quiet Standing Obtained After Mental Rotation of Foot Stimuli". Journal of Motor Behavior. 48 (4): 357–364. doi:10.1080/00222895.2015.1100978. PMID 27162153. S2CID 205437812.
15. ↑  Habacha, Hamdi; Lejeune-Poutrain, Laure; Margas, Nicolas; Molinaro, Corinne (October 2014). "Effects of the axis of rotation and primordially solicited limb of high level athletes in a mental rotation task". Human Movement Science. 37: 58–68. doi:10.1016/j.humov.2014.06.002. PMID 25064695.
16. ↑  Jansen, Petra; Kellner, Jan (2015). "The role of rotational hand movements and general motor ability in children's mental rotation performance". Frontiers in Psychology. 6: 984. doi:10.3389/fpsyg.2015.00984. PMC 4503890. PMID 26236262.
17. ↑  Schmidt, Mirko; Egger, Fabienne; Kieliger, Mario; Rubeli, Benjamin; Schüler, Julia (2016). "Gymnasts and orienteers display better mental rotation performance than nonathletes" (PDF). Journal of Individual Differences. 37: 1–7. doi:10.1027/1614-0001/a000180.
18. 1 2  Semrud-Clikeman, Margaret; Fine, Jodene Goldenring; Bledsoe, Jesse; Zhu, David C. (26 January 2012). "Gender Differences in Brain Activation on a Mental Rotation Task". International Journal of Neuroscience. 122 (10): 590–597. doi:10.3109/00207454.2012.693999. PMID 22651549. S2CID 20294308.
19. ↑  Quinn, Paul C.; Liben, Lynn S. (1 November 2008). "A Sex Difference in Mental Rotation in Young Infants". Psychological Science. 19 (11): 1067–1070. CiteSeerX 10.1.1.1013.7396. doi:10.1111/j.1467-9280.2008.02201.x. PMID 19076474. S2CID 7734508.
20. ↑  Nissan, Tali; Shapira, Oren; Liberman, Nira (October 2015). "Effects of Power on Mental Rotation and Emotion Recognition in Women". Personality and Social Psychology Bulletin. 41 (10): 1425–1437. doi:10.1177/0146167215598748. PMID 26231592. S2CID 23539538.
21. ↑  Zapf, Alexandra C.; Glindemann, Liv A.; Vogeley, Kai; Falter, Christine M. (17 April 2015). "Sex Differences in Mental Rotation and How They Add to the Understanding of Autism". PLOS ONE. 10 (4): e0124628. Bibcode:2015PLoSO..1024628Z. doi:10.1371/journal.pone.0124628. PMC 4401579. PMID 25884501.
22. ↑  Fisher, Maryanne L.; Meredith, Tami; Gray, Melissa (2017-09-07). "Sex Differences in Mental Rotation Are a Consequence of Procedure and Artificiality of Stimuli". Evolutionary Psychological Science. 4: 124–133. doi:10.1007/s40806-017-0120-x. S2CID 148788811. Retrieved 2020-07-10.
23. ↑  Meneghetti, Chiara; Cardillo, Ramona; Mammarella, Irene C.; Caviola, Sara; Borella, Erika (March 2017). "The role of practice and strategy in mental rotation training: transfer and maintenance effects". Psychological Research. 81 (2): 415–431. doi:10.1007/s00426-016-0749-2. PMID 26861758. S2CID 36170895.
24. ↑  Provost, Alexander; Johnson, Blake; Karayanidis, Frini; Brown, Scott D.; Heathcote, Andrew (September 2013). "Two Routes to Expertise in Mental Rotation". Cognitive Science. 37 (7): 1321–1342. doi:10.1111/cogs.12042. PMID 23676091.
25. ↑  Jansen, Petra; Quaiser-Pohl, Claudia; Neuburger, Sarah; Ruthsatz, Vera (June 2015). "Factors Influencing Mental-Rotation with Action-based Gender-Stereotyped Objects—The Role of Fine Motor Skills". Current Psychology. 34 (2): 466–476. doi:10.1007/s12144-014-9269-7. S2CID 143720932.
26. ↑  Richardson, John T. E. (1991-01-01). "Chapter 19 Gender differences in imagery, cognition, and memory".  In Denis, Robert H. Logie and Michel (ed.). Advances in Psychology. Mental Images in Human Cognition. Vol. 80. North-Holland. pp. 271–303. doi:10.1016/s0166-4115(08)60519-1. ISBN 978-0-444-88894-5.
27. ↑  Burnett, Sarah A. (1986). "Sex-related differences in spatial ability: Are they trivial?". American Psychologist. 41 (9): 1012–1014. doi:10.1037/0003-066x.41.9.1012.
28. ↑  Gardony, Aaron L.; Taylor, Holly A.; Brunyé, Tad T. (February 2014). "What Does Physical Rotation Reveal About Mental Rotation?". Psychological Science. 25 (2): 605–612. doi:10.1177/0956797613503174. PMID 24311475. S2CID 16285194.